# Autostrada A82 (Niemcy)
Autostrada A82 (niem. Bundesautobahn 82 (BAB 82) także Autobahn 82 (A82)) – autostrada w Niemczech, która łączyć miała miasta Karlsruhe, Pforzheim, Ditzingen i Stuttgart. Obecnie fragment istniejącej autostrady A8 biegnie odcinkiem planowanej A82 między Karlsruhe a Wimsheim.